# Deltaq
Deltaq A/S er en dansk børsnoteret kapitalfond, der køber og udvikler små og mellemstore danske virksomheder for siden hen at videresælge dem.
Selskabet blev etableret i juni 2007 og er noteret på NASDAQ OMX Copenhagen. I løbet af en forventet ejerperiode på 3-7 år udvikler Deltaq sine porteføljevirksomheder for derefter at foretage et salg til nye ejere.
Deltaq A/S ejer følgende virksomheder:
- Attraq A/S
- Spinning Jewelry A/S
- Combilent A/S
- Jeka Fish A/S
- Bollerup Jensen A/S

Deltaq ledes af administrerende direktør og partner Jesper Lacoppidan.
Formand for bestyrelsen er Flemming Lindeløv.